# Élio Festo Aftônio
Élio Festo Aftônio (em latim: Aelius Festus Aphthonius) foi um gramático latino, possivelmente de origem africana, que viveu no século IV. Acredita-se ser o autor (caso contrário, desconhecido) de uma obra latina chamada De metris omnibus ("Sobre todas as métricas") incorporada como parte da Ars grammatica do escritor cristão do século IV, Mário Vitório.
Os manuscritos da Ars grammatica de Vitório terminam com as palavras: Aelii Festi Aphthonii V.P. de metris omnibus explicit liber iiii ("aqui termina o quarto livro do de metris omnibus de Élio Festo Aftônio"). Os estudiosos têm opiniões diferentes sobre isso. Alguns, como Heinrich Keil, o editor do século XIX de Mário Vitório, acreditavam que Vitório publicou a obra de um escritor anterior, Aftônio, ao qual ele acrescentou uma introdução e um apêndice sobre as métricas de Horácio. O filólogo P. Monceaux, no entanto, escrevendo em 1905, sugeriu que Aftônio era posterior a Vitório e substituiu parte da obra de Vitório pela sua. Uma terceira visão é expressa por Bruce (1949), que escreve: "No atual estado de incerteza, a uniformidade de estilo e linguagem parece justificar-nos em tratar toda a Ars grammatica como obra de Vitório". Na avaliação de 2012 de Rita Copeland e Ineke Sluiter, 'a maior parte da Ars grammatica, conforme editada por Keil ... agora foi reconhecida como o De metris de Aftônio ... Apenas a seção de abertura do tratado ... é obra de Vitório'.

## Leituras adicionais
- Bruce, F.F. (1946) “Marius Victorinus and His Works”. The Evangelical Quarterly 18 (1946): 132-153.
- Keil, H., ed. (1874), Grammatici Latini, tom. vi (Lipsiae, 1874), including AG 1-4 (pp. 1–173), De Metris Horatianis (pp. 174–184), AG minor (pp. 185–205), De Metro et Hexametro (pp. 206–215).
- Monceaux, Paul (1905). Histoire littéraire de l'Afrique chrétienne depuis les origines jusquä l'invasion arabe (em francês). Paris: E. Leroux. p. 389